# Filles de Marie Immaculée de Zakroczym
Ne doit pas être confondu avec Filles de Marie Immaculée.
Les Filles de Marie Immaculée (en latin : Congregatio Filiarum Mariae Immaculatae) forment une congrégation religieuse féminine enseignante et hospitalière de droit pontifical. 

## Historique
La congrégation est fondée le 21 novembre 1891 à Zakroczym par le capucin Honorat de Biala pour l'apostolat au sein de la population urbaine.
La première supérieure de la communauté est Louise Moriconi qui se retire en 1897 pour s'occuper du développement des servantes de la Mère du Bon Pasteur ; elle est remplacée par Louise Gąsiorowska qui est considérée comme la cofondatrice de la congrégation.
L'institut se développe rapidement avec des maisons à Varsovie, Vilnius, Nowe Miasto nad Pilicą et Końskie ; les sœurs se spécialisent dans l'aide aux filles qui viennent de la campagne pour chercher du travail en ville.
La congrégation reçoit le décret de louange le 14 février 1934.

## Activités et diffusion
Les sœurs se dédient à l'enseignement dans les jardins d'enfants, les écoles primaires, secondaires et professionnelles, les orphelinats ainsi qu'aux soins des malades et des personnes âgées. Elles participent également à l'œuvre missionnaire en Afrique.
Elles sont présentes en: 
- Europe : Pologne, Lituanie, Biélorussie, Italie.
- Afrique : Tchad.

La maison-mère est à Nowe Miasto nad Pilicą.
En 2017, la congrégation comptait 125 sœurs dans 22 maisons.